# 王軏
王（1467年—？，字載卿，萬全都指揮使司開平衞（今河北省赤城縣北獨石口）官籍，南直隸江都縣人，明朝政治人物，弘治己未進士，官至南京兵部尚書。

## 生平
王軏先世以軍功授虎賁左衞百户，後調萬全都司開平衞。其父遷居江都定居。弘治五年（1492年）壬子科應天府鄉試第六十四名舉人，弘治十二年（1499年）登會試第四十四名，二甲二十四進士，授戸部主事。
正德初年，任工部員外郎。正德五年（1509年），任廣東布政司左參議。正德九年，任山西布政司左參政。正德十一年，任甘肅行太僕寺卿。歷官河南參政。
嘉靖元年（1522年），任山東右布政使。次年改左布政使。同年，入朝擔任順天府府尹。升都察院右副都御史、巡撫四川，討伐芒部土官知府隴慰之子隴政叛亂。幷於貴州兵分道進，於水西擒隴政。拜為工部右侍郎，督採大木，建造仁壽宮。工程結束后看，召還擔任戶部右侍郎，勘御馬監草埸，升爲戶部左侍郎。
因平定隴政后，請求設立流官，兵部尚書李鉞等贊同，隨後設立鎮雄府。但不久隴氏部署沙保等攻執洸奪權，巡撫王廷相等攻破。嘉靖帝命伍文定平定，后因朝廷商議不和，命召還。御史戴金於是請求追究最初原因，王軏被罷官。由兵部尚書李承勛舉薦，恢復舊職，總督倉場，再遷南京戶部尚書。御史龔湜彈劾其老悖，吏部則稱王軏居官儉素。明世宗遂指責龔湜妄言。久之，升任南京兵部尚書，參贊機務。詔舉將材，薦鄭卿、沈希儀等二十一人，皆擢用。四年后，因老乞罷，疏中言享年若干，帝以為非告君體，勒令為民。久之去世。

## 紀念
揚州府城東大街曾有尚書、都憲二牌坊，為王軏立。

## 家族
曾祖王大海。祖王信，百户贈千户。父王英，義官。前母楊氏；嫡母蕭氏；生母徐氏。慈侍下。兄王輔千户；弟王轼，義官；王辂；王輨。

## 延伸阅读
[在维基数据编辑]
 《明史卷二百〇一》，出自《明史》